# Стечинський Андрій Федорович
Стечинський Андрій (справжнє прізвище Мужик) (*1849, с. Хренів, Кам'янко-Струмилівський повіт, Королівство Галичини та Володимирії) — †1896) — український актор, режисер і драматург. Чоловік Елеонори Стечинської,   батько Софії Стадникової.

## Життєпис
Дебютував у Львові в трупі О. Бачинського (1867) року, згодом А. Моленцького; з 1869 р. (тільки 1881—1883 рр. в трупі Т. Романович) — в театрі товариства «Руська Бесіда», був його режисером (1888—1891) і директором (1894—1895).
Найкращі ролі комічні і характерні пристаркуватих чоловіків, дяків і війтів:
- Прокіп Рябина, Війт («Рябина», «Учитель» і «Украдене щастя» І. Франка),
- Мікадо (в однойменній опереті Саллівена),
- Дяк («Вихованець» М. Янчука),
- Микита, Дранько («Дай серцю волю…», «Пошились у дурні» М. Кропивницького) та ін.

Автор побутових драм («Міщанка», «Псотниця»), оперет з музикою С. Воробкевича («Садагурський дяк», «Весілля на обжинках»), мелодрами «Олекса Довбуш» (переробка з повісти В. Лозинського «Чорний Матвій»).